# Der verirrte Planet
Der verirrte Planet (Originaltitel: For the World Is Hollow and I Have Touched the Sky) ist die nach Ausstrahlungsreihenfolge achte und nach Produktionsreihenfolge zehnte Episode der dritten Staffel der Science-Fiction-Fernsehserie Raumschiff Enterprise. Sie wurde in englischer Sprache erstmals am 8. November 1968 bei NBC ausgestrahlt. In Deutschland war sie zum ersten Mal am 28. Oktober 1972 in einer synchronisierten Fassung im ZDF zu sehen.

## Handlung
Im Jahr 2268 bei Sternzeit 5476.3 wird die Enterprise mit mehreren primitiven Raketen beschossen. Die Schiffsphaser können die Geschosse leicht abfangen. Als Ursprungsort der Geschosse wird ein Asteroid ausgemacht. Eine genauere Untersuchung ergibt, dass er aus einer äußeren Schale, einem inneren Kern und einer zwischen beiden befindlichen atembaren Atmosphäre besteht, einen künstlichen Antrieb besitzt und sich auf einem Kollisionskurs mit dem bewohnten Planeten Daran V befindet.
Schiffsarzt McCoy stellt unterdessen fest, dass er an der unheilbaren Krankheit Xenopolycythemia leidet, an der er binnen eines Jahres sterben wird. Da er sich aktuell noch völlig gesund fühlt, besteht er darauf, Captain Kirk und den ersten Offizier Spock zu begleiten, die den Asteroiden erkunden wollen. Sie beamen auf den inneren Kern und stellen erstaunt fest, dass hier eine Planetenoberfläche und ein natürlicher Himmel nachgeahmt wurden. Plötzlich schießen große Zylinder aus dem Boden. Aus ihnen treten mehrere Männer hervor, die das Außenteam gefangen nehmen. Ihre Anführerin ist eine Frau namens Natira. Sie stellt sich als die Priesterin und Anführerin ihres Volkes vor und lässt das Außenteam unter die Oberfläche in den Raum eines Orakels bringen, das sie um weitere Anweisungen bittet. Kirk versichert, in Freundschaft zu kommen. Das Orakel ist bereit, das zu akzeptieren, demonstriert aber zunächst, wie es Feinden ergeht, indem es Kirk und seine Leute mit schmerzhaften Energiestrahlen beschießt.
Kirk, Spock und McCoy werden bewusstlos und wachen später in einem anderen Raum auf. Sie vermuten, dass sie hier auf ein Generationenschiff gestoßen sind, dessen Bewohner nach der langen Reise gar nicht mehr wissen, dass sie sich auf einem Schiff befinden. Der Besuch eines alten Mannes bestätigt diese Vermutung. Er erinnert sich, dass er einst auf einen Berg geklettert war, obwohl es verboten ist. Dabei konnte er den Himmel berühren. Kaum hat er seine Geschichte beendet, verursacht ihm ein subkutanes Implantat starke Schmerzen und er bricht tot zusammen.
Natira hat unterdessen Gefallen an McCoy gefunden und bittet um eine Unterredung mit ihm, denn sie möchte, dass er bei ihr bleibt. Kirk und Spock nutzen diese Gelegenheit, um sich noch einmal heimlich im Raum des Orakels umzusehen. Ein Wandbild verrät ihnen, dass der Asteroid aus dem Fabrini-Sternensystem stammt, das vor 10.000 Jahren durch eine Supernova zerstört wurde. Sie müssen sich verstecken, als Natira den Raum betritt und das Orakel bittet, McCoy heiraten zu dürfen. Das Orakel ist einverstanden, wenn er ein Mitglied des Volkes wird und sich ein Implantat einsetzen lässt. Als Natira den Raum wieder verlässt, entdeckt das Orakel Kirk und Spock. Für das unerlaubte Betreten des Orakelraums droht ihnen der Tod. McCoy ist einverstanden, Natira zu heiraten, verlangt aber, dass das Leben seiner Freunde verschont wird. Natira ist einverstanden und sie dürfen auf die Enterprise zurückkehren.
Später zeigt Natira McCoy ein altes Buch, das erst geöffnet werden soll, wenn der Asteroid die neue Heimat ihres Volkes erreicht. McCoy will Spock umgehend davon berichten, denn mithilfe des Buchs könnte der wahrscheinlich den Kurs des Asteroiden korrigieren. Doch als er ihn anfunkt, verursacht ihm sein neues Implantat sofort starke Schmerzen. Kirk und Spock kehren zurück und entfernen McCoys Implantat. Als sie Natira die Situation erklären, ist sie nach einigem Zögern bereit, sie gewähren zu lassen. Mithilfe des Buchs kann Spock einige Fehler in der Programmierung des Orakels beheben. Dieses wehrt sich heftig dagegen, doch letztlich glückt die Korrektur und die drohende Kollision mit Daran V ist abgewehrt. Weiterhin stößt Spock auf eine umfangreiche Wissensdatenbank, die unter anderem ein Heilmittel gegen Xenopolycythemia enthält. Nachdem McCoy geheilt ist, sieht er es als seine Pflicht an, wieder seinen Dienst als Schiffsarzt der Enterprise anzutreten. Natira muss weiterhin eine Anführerin für ihr Volk sein. So trennen sich ihre Wege, doch Kirk verspricht, dass die Enterprise den Asteroiden wieder besuchen wird.

## Verbindungen zu anderen Star-Trek-Produktionen
For the World Is Hollow and I Have Touched the Sky ist der längste Originaltitel aller Star-Trek-Folgen.
Einige Elemente aus dieser Folge wurden in späteren Star-Trek-Produktionen wieder aufgegriffen:
- Die fiktive Krankheit Xenopolycythemia wird auch in den Folgen 2.19 (Das Urteil) und 4.05 (Cold Station 12) der Serie Star Trek: Enterprise aus den Jahren 2003 und 2004 erwähnt.
- Im Film Star Trek VI: Das unentdeckte Land von 1991 sind das Fabrini-Sternensystem und der Planet Daran V auf einer Sternenkarte verzeichnet. Daran V ist auch in Folge 6.19 (Icheb) der Serie Star Trek: Raumschiff Voyager aus dem Jahr 2000 auf einer Sternenkarte zu sehen.

## Produktion

### Drehbuch und Regie
Sowohl für Regisseur Tony Leader als auch für Drehbuchautor Rik Vollaerts war dies ihre einzige Arbeit für Star Trek.
In einem frühen Drehbuchentwurf sollte es statt McCoy Scott sein, der an Xenopolycythemia erkrankt.

### Darsteller
Byron Morrow, Darsteller von Admiral Westervliet, spielte auch Admiral Komack in der Folge Weltraumfieber.
Jon Lormer, Darsteller des alten Manns, spielte auch Theodore Haskins im Pilotfilm Der Käfig (Szenen wiederverwendet in Talos IV – Tabu) und Tamar in der Folge Landru und die Ewigkeit.

### Kulissen
Um das Set der Asteroidenoberfläche größer wirken zu lassen, wurden die zylindrischen Zugänge ins Innere in zwei unterschiedlichen Größen angefertigt: Größere für den Vordergrund und kleinere für den Hintergrund.

### Requisiten
Für das Handbuch des Orakels wurde das gleiche Requisit verwendet, das in der Folge Epigonen für das Buch Chicago Mobs of the Twenties verwendet worden war.

## Adaptionen
James Blish schrieb eine Textfassung von Der verirrte Planet, die auf Englisch erstmals 1972 in der Geschichtensammlung Star Trek 8 erschien. Die deutsche Übersetzung erschien 1973.

## Rezeption
Laurie Ulster führte die Romanze zwischen McCoy und Natira 2017 auf screenrant.com in einer Liste der 15 besten Star-Trek-Liebesbeziehungen auf Platz 10.
Don Kaye erstellte 2017 für die Website Den of Geek eine Liste von 15 Raumschiff-Enterprise-Folgen, die zwar allgemein als schlecht gelten, aber dennoch einen gewissen Charme besitzen. Der verirrte Planet führte er hierbei auf Platz 8.
Christian Blauvelt listete Der verirrte Planet 2022 auf hollywood.com in einem Ranking aller 79 Raumschiff-Enterprise-Folgen auf Platz 49.

## Parodien und Anspielungen
Die schwedische Post-Rock-Band Jeniferever veröffentlichte 2004 auf ihrer EP Iris ein Lied namens For The World Is Hollow And I Have Touched The Sky.
Im Computerspiel Mass Effect von 2007 gibt es in der Mission Bring down the Sky den Slogan „When Your World Seems Hollow, We Help You Touch the Sky“, der auf den Originaltitel von Der verirrte Planet anspielt.
Die Folge 2.04 (Verschollen im Weltraum) der Science-Fiction-Serie The Orville von 2017 hat das gleiche Grundkonzept wie Der verirrte Planet. Auch hier geht es um eine Zivilisation im Inneren eines Asteroiden, der eine falsche Umgebung vorgegaukelt wird und die vergessen hat, dass sie sich in einem Generationenschiff befindet.
Für die zwischen 2004 und 2016 produzierte Fanserie Star Trek: New Voyages war eine Folge namens Torment of Destiny geplant, die eine Fortsetzung zu Der verirrte Planet darstellen sollte. Die Folge wurde aber nie gedreht.